# 千葉英二
千葉 英二（ちば えいじ、1935年9月3日 - 1992年1月17日）は愛媛県松山市生まれのプロ野球選手・審判。

## 来歴・人物
読売ジャイアンツ花の13年組（※1938年＝昭和13年入団の選手には後に歴史に名を残す選手が多くいた。）の一人で名二塁手と謳われた千葉茂の実弟。愛媛県立松山商業高等学校を卒業し1955年に中日ドラゴンズに入団するが二軍でもプレーできず1956年に退団。引退後サラリーマン生活を送っていたが1968年セントラル・リーグの関西審判部に入局し審判として球界復帰。1986年まで審判を務めた。
引退後はスポーツ用具メーカーのミズノに入社し勤務していたが1992年1月17日、56歳で急死した。

## 詳細情報

### 年度別打撃成績
- 一軍公式戦出場なし

### 背番号
- 71 （1955年）
- 62 （1956年）